# (8414) Atsuko
(8414) Atsuko (1996 TW10) – planetoida z grupy pasa głównego asteroid okrążająca Słońce w ciągu 3,69 lat w średniej odległości 2,39 au. Odkryta 9 października 1996 roku.